# Серро-Байо
Серро-Байо — вулкан, розташований на кордоні Чилі і  Аргентини. Розділяє регіони  Атакама і Катамарка. Знаходиться на схід від солончака Салар-де-Гобреа.
Серро-Байо є комплексним вулканом, висотою 5401 м. Утворився в голоцені. Має два  кратери. Старіший кратер погано зберігся і має діаметр 800 м, більш ранній досягає 400 м. Потоки лави від епіцентру виверження спрямовані на північ і північний схід на відстань 4 км. Застиглі в'язкі потоки лави складаються з дацитів.

## Ресурси Інтернету
- Серро-Байо. Global Volcanism Program. Смітсонівський інститут. (англ.)
- Volcano Live — John Search
- Vulcanism.ru

## Виноски
1. ↑  Серро-Байо. Global Volcanism Program. Смітсонівський інститут. Процитовано 01-01-2013. (англ.)